# إنريكي لوبيز فرنانديز
إنريكي لوبيز فرنانديز (بالإسبانية: Enrique López Fernández) (24 يونيو 1994 بمدريد في إسبانيا - ) هو لاعب كرة قدم إسباني في مركز الدفاع. لعب مع رايو فايكانو ب.

## وصلات خارجية
- إنريكي لوبيز فرنانديز على موقع الاتحاد الأوربي (الإنجليزية)
- إنريكي لوبيز فرنانديز على موقع إي إس بي إن إف سي (الإنجليزية)
- إنريكي لوبيز فرنانديز على موقع قاعدة بيانات كرة القدم.إي يو (الإنجليزية)
- إنريكي لوبيز فرنانديز على موقع Soccerway.com (الإنجليزية)